# Rôtie
Ne doit pas être confondu avec pain grillé.
Une rôtie désignait jusqu’au début du XXe siècle le pain grillé, et reste utilisée au Canada francais, en Suisse et parfois en France (régionalisme),.
La rôtie est une tranche de pain grillée, frite au beurre ou à l'huile, servie en début de repas avec les soupes et le vin. Par extension, la rôtie désigne une soupe froide, constituée de tranches de pain, de sucre en poudre, d'eau et de vin rouge. Elle est servie chez les agriculteurs, et est connue pour réhydrater et rafraichir le corps après une chaude journée.